# Risoluzioni del Consiglio di sicurezza delle Nazioni Unite (2701-2800)
Questo è un elenco delle risoluzioni del Consiglio di sicurezza delle Nazioni Unite dalla 2701 alla 2800 adottate tra il 19 ottobre 2023 ed oggi.
| Risoluzione | Data             | Voto (favorevoli/contrari/non votanti)                            | Oggetto |
| ----------- | ---------------- | ----------------------------------------------------------------- | --- |
| 2701        | 19 ottobre 2023  | Adottata all'unanimità                                            | La situazione in Libia |
| 2702        | 30 ottobre 2023  | Adottata all'unanimità                                            | La situazione in Libia |
| 2703        | 30 ottobre 2023  | 13–0–2 (astensioni: Mozambico e Federazione Russa)                | La situazione relativa al Sahara Occidentale                                                                                                   |
| 2704        | 30 ottobre 2023  | Adottata all'unanimità                                            | |
| 2705        | 31 ottobre 2023  | Adottata all'unanimità                                            | |
| 2706        | 2 novembre 2023  | Adottata all'unanimità                                            | |
| 2707        | 14 novembre 2023 | Adottata all'unanimità                                            | |
| 2708        | 14 novembre 2023 | Adottata all'unanimità                                            | |
| 2709        | 15 novembre 2023 | 14–0–1 (astensioni: Federazione Russa)                            | |
| 2710        | 15 novembre 2023 | Adottata all'unanimità                                            | |
| 2711        | 15 novembre 2023 | Adottata all'unanimità                                            | |
| 2712        | 15 novembre 2023 | 12–0–3 (astensioni: Federazione Russa, Regno Unito e Stati Uniti) | |
| 2713        | 1 dicembre 2023  | 14–0–1 (astensioni: Francia)                                      | |
| 2714        | 1 dicembre 2023  | Adottata all'unanimità                                            | |
| 2715        | 1 dicembre 2023  | 14–0–1 (astensioni: Federazione Russa)                            | |
| 2716        | 14 dicembre 2023 | Adottata all'unanimità                                            | |
| 2717        | 19 dicembre 2023 | Adottata all'unanimità                                            | |
| 2718        | 21 dicembre 2023 | Adottata all'unanimità                                            | |
| 2719        | 21 dicembre 2023 | Adottata all'unanimità                                            | Cooperazione tra le Nazioni Unite e le organizzazioni regionali e subregionali per il mantenimento della pace e della sicurezza internazionale |
| 2720        | 22 dicembre 2023 | 13–0–2 (astensioni: Federazioni Russa e Stati Uniti)              | La crisi umanitaria a Gaza |
| 2721        | 29 dicembre 2023 | 13–0–2 (astensioni: Federazione Russa e Cina)                     | |
| 2722        | 10 gennaio 2024  | 11–0–4 (astensioni: Algeria, Cina, Mozambico, Federazione Russa)  | |
| 2723        | 30 gennaio 2024  | Adottata all'unanimità                                            | La situazione a Cipro |
| 2724        | 8 marzo 2024     | 14–0–1 (astensioni: Federazione Russa)                            | |
| 2725        | 8 marzo 2024     | 13–0–2 (astensioni: Cina e Federazione Russa)                     | |
| 2726        | 14 marzo 2024    | Adottata all'unanimità                                            | |
| 2727        | 15 marzo 2024    | Adottata all'unanimità                                            | |
| 2728        | 25 marzo 2024    | 14-0-1 (astensioni: Stati Uniti)                                  | La situazione in Medio Oriente, compresa la questione palestinese                                                                              |
| 2729        | 29 aprile 2024   | 13–0–2 (astensioni: Cina e Federazione Russa)                     | |